# Skeppslag
Ett skeppslag var en administrativ region i den marina indelningen av Sveriges kustland under medeltiden.
Skeppslag fanns under medeltiden vid Sveriges kustprovinser vid Östersjön, Öland, det så kallade "Kalmarne foghati" av Småland, Tjust, östra delarna av Östergötland, alla provinserna i Mälardalen till och med Närke, vidare Hälsingland, Medelpad och Ångermanland samt åtminstone sydvästra delen av Finland. Väster- och Norrbotten hade inte skeppslag utan betalade bågaskatt.
Skeppslagen har givit namn till Roden som under 1400-talet började kallas Roslagen (1493 Rodzlagen), vilket kommer från orden Roden och skeppslag.  Skeppslagen var alltså motsvarigheten till folklandens hundare. Ett skeppslag skulle svara för ett skepp, dess bemanning (cirka 25 personer), utrustning och proviant vid krigstillstånd. Detta var också basen för skatten, vid uteblivet krig betalades motsvarigt skepp och soldater.
Ett skeppslag indelades i hamnor (trolig betydelse årtull) som innebar en grupp bönder som skulle förse skeppslaget med en man och hans utrustning till ledungen.
Rods bryte var en typ av fogde som förvaltade Roden och dess skatteinbetalningar, och skeppslagen i bland annat Roslagen hade också sitt eget ting med egen tingsrätt. Ett Skeppslag var indelat i fyra fjärdingar.

## Skeppslag
- Bro och Vätö skeppslag
- Danderyds skeppslag
- Frötuna och Länna skeppslag
- Väddö och Häverö skeppslag
- Värmdö skeppslag
- Åkers skeppslag
- Frösåkers skeppslag (Frösåkers härad, har historiskt refererats som skeppslag och har haft status som skeppslag i Roden)